# هاري تومسون (مؤلف)
هاري تومسون (بالإنجليزية: Harry Thompson)‏ (و. 1960 – 2005 م) هو مؤلف، وكاتب سيناريو، وروائي، وكاتب، وكاتب سير بريطاني، ولد في لندن، توفي في لندن، عن عمر يناهز 45 عاماً، بسبب سرطان الرئة.

## التعليم
تعلم في كلية براسينوز ‏، وتعلم في مدرسة هايغيت ‏
.

## وصلات خارجية
- هاري تومسون على موقع IMDb (الإنجليزية)
- هاري تومسون على موقع قاعدة بيانات الفيلم (الإنجليزية)
- هاري تومسون في قاعدة بيانات الأفلام على الإنترنت